# Kevin Fank
Kevin Fank (ur. 22 maja 1987 w Berlinie) – niemiecki kierowca wyścigowy.

## Kariera
Fank rozpoczął karierę w wyścigach samochodowych w roku 2003, od startów w Formule König. Z dorobkiem 133 punktów uplasował się na 10 pozycji. W późniejszych latach startował także w Niemieckiej Formule 3 oraz w Trofeum Formuły 3 Euro Series.

## Statystyki
| Sezon | Seria                         | Zespół                   | Wyścigi | Zwycięstwa | PP | NO | Podium | Punkty | Pozycja |
| ----- | ----------------------------- | ------------------------ | ------- | ---------- | -- | -- | ------ | ------ | ------- |
| 2003  | Formuła König                 |                          | 14      | 0          | 0  | 0  | 0      | 133    | 10      |
| 2004  | Niemiecka Formuła 3           | Jenichen Motorsport      | 2       | 0          | 0  | 0  | 0      | 0      | NS      |
| 2005  | Trofeum Recaro Formel 3 Cup   | JMS Motorsport           | 16      | 9          | 8  | 8  | 13     | 127    | 1       |
| 2005  | Recaro Formel 3 Cup           | JMS Motorsport           | 16      | 0          | 0  | 0  | 0      | 1      | 18      |
| 2006  | Trofeum Formuły 3 Euro Series | SMS Seyffarth Motorsport | 2       | 0          | 0  |    | 1      | 6      | 8       |
| 2007  | Trofeum ATS Formel 3 Cup      | JMS Jenichen Motorsport  | 4       | 0          | 0  | 0  | 0      | 13     | 9       |